# Concilio di Cartagine (525)
Il concilio di Cartagine del 525 è stata una riunione di vescovi dell'Africa romana, indetta da Bonifacio di Cartagine e celebrata nei giorni 5 e 6 febbraio negli ambienti annessi alla basilica di Sant'Agileo a Cartagine.

## Contesto storico
Nel 523 morì il re vandalo Trasamondo (496-523), che aveva proseguito la politica religiosa di uno dei suoi predecessori, Unerico (477-484), colpendo duramente la Chiesa cattolica, per imporre la fede cristiana ariana. La sede di Cartagine era vacante dalla morte in esilio di Eugenio nel 505. Molti vescovi cattolici erano stati esiliati e molte diocesi erano vacanti da tempo.
Il successore di Trasamondo fu Ilderico, figlio di Unerico, che aveva vissuto diversi anni in esilio alla corte di Costantinopoli, dove si era convertito al cristianesimo niceno. La sua politica religiosa fu favorevole al cattolicesimo: mise fine alle persecuzioni, richiamò dall'estero i vescovi esiliati e permise la nomina di un nuovo vescovo per Cartagine nella persona di Bonifacio.
Tra le prime preoccupazioni del nuovo primate d'Africa ci fu la convocazione di un concilio africano, per riorganizzare e ricostruire la Chiesa locale dopo anni di persecuzioni, e per prendere le misure necessarie a combattere certe usurpazioni instauratesi nella Chiesa africana.

## Svolgimento del concilio
Il concilio si svolse il 5 e il 6 febbraio 525 in un locale annesso (il secretarium) della chiesa di Sant'Agileo di Cartagine. Tutte le province africane erano rappresentate al concilio:
- la maggior parte dei vescovi proveniva dalla Proconsolare, la provincia presieduta dal primate di Cartagine;
- la Tripolitania era rappresentata da 3 vescovi;
- la Bizacena aveva inviato un solo vescovo, e Bonifacio si lamentò del fatto che il primate di questa provincia, Liberato, benché invitato, non si fosse presentato alla riunione;[4]
- Missore, il primate di Numidia, non poté essere presente perché molto anziano, ma inviò nove vescovi a rappresentare la provincia;[5]
- la Mauritania Cesariense aveva potuto inviare un solo vescovo, a causa della difficile situazione in cui versava quella provincia;[6]
- infine la Mauritania Sitifense aveva inviato un vescovo, Ottato di Sitifi, il quale dovette assentarsi da Cartagine per un ordine del re e non poté essere presente al concilio.[7]

Gli atti del concilio documentano due sole sedute per questo concilio. La prima, il 5 febbraio, fu aperta da Bonifacio. Dopo il discorso iniziale, intervenne il vescovo Felice di Zattara, che propose di ripristinare i canoni disciplinari e le consuetudini della Chiesa africana. La rilettura di questi canoni occupò tutta la prima giornata. Bonifacio intervenne personalmente su 4 questioni:
- l'ordine gerarchico delle sedi primaziali africane: a capo c'era il primate di Cartagine, seguito da quelli di Numidia, di Bizacena e delle altre province;[9]
- l'importanza del credo niceno, letto e approvato in assemblea;[10]
- il legame stretto che unisce la dottrina cristiana e la disciplina;[11]
- le prerogative della sede di Cartagine.[12]

Furono inoltre approvati altri canoni, ripresi da concili africani precedenti. Tra questi, i canoni che assegnavano al primate di Cartagine l'obbligo di comunicare ogni anno a tutti i vescovi il giorno della Pasqua.
Il 6 febbraio si svolse la seconda seduta del concilio, dove furono affrontate questioni particolari. Ciò che resta degli atti conciliari menzionano una sola questione affrontata nella seconda seduta, ossia le difficoltà intercorse tra Pietro, abate di un monastero della Bizacena, e il suo primate Liberato: il primo, che voleva svincolarsi da Liberato e sottomettersi unicamente al primate di Cartagine, fu scomunicato dal secondo, che non voleva perdere i diritti e le prerogative della sua primazia. La mancanza della parte finale degli atti del concilio non permettono di conoscere la decisione conciliare su questo problema, che probabilmente dette ragione a Pietro, come documentato da un concilio cartaginese del 536.

## Elenco dei vescovi presenti
Gli atti conciliari furono sottoscritti da 60 vescovi. Ianuario di Vegesela appose la firma anche per Ianuario di Mascula, il quale, essendo troppo vecchio e malato, non aveva più l'uso delle mani. La maggior parte dei vescovi (47) proveniva dalla provincia della Proconsolare, 9 dalla Numidia, 1 solo dalla Bizacena (Avo di Orreacelia) e dalla Mauretania (Secondino di Mina), mentre la Tripolitania era rappresentata da 3 vescovi.
Questo è l'elenco dei vescovi che sottoscrissero gli atti della prima seduta del concilio, secondo l'edizione degli atti di Munier:
1. Bonifacio di Cartagine
2. Ianuario di Vegesela di Numidia
3. Ianuario di Mascula
4. Fiorenziano di Vico di Pacato
5. Fermo di Tipasa di Numidia
6. Mariano di Tullia
7. Felice di Zattara
8. Vincenzo di Girba
9. Secondino di Mina
10. Peregrino di Curubi
11. Venerio di Carpi
12. Iuniano di Siminina
13. Mustolo di Uzali
14. Dalmazio di Ippona
15. Faustiniano di Utica
16. Fiorenzo di Lamsorti
17. Ponzio di Lamfua
18. Colombo di Naratcata
19. Gaio di Tacape
20. Marciano di Culusi
21. Cresconio di Vina
22. Vittore di Lapda
23. Numidio di Massula
24. Giovanni di Neapoli
25. Patroniano di Senemsala
26. Servusdei di Missua
27. Segezio di Mulli
28. Emiliano di Aradi
29. Fortunato di Puppi
30. Avo di Orreacelia
31. Vittorino di Naraggara

1. Restituto di Timida Regia
2. Vitolo di Lares
3. Felicissimo di Medeli
4. Quieto di Utina
5. Reparato di Tubursico-Bure
6. Reparato di Abitine
7. Saturo di Abthugni
8. Semenzio di Uzippari
9. Restituto di Vallis
10. Cresconio di Simingi
11. Simeone di Forno
12. Pascasio di Membressa
13. Costanzo di Cerbali
14. Sabiniano di Gummi
15. Restituto di Sebarga
16. Restituto di Bilta
17. Placido di Mizigi
18. Crescente di Clipia
19. Gaudioso di Pupiana
20. Porfirio di Bulla Regia
21. Servusdei di Unericopoli
22. Quodvultdeus di Bulla
23. Felice di Vico della Torre
24. Ottaviano di Tunudruma
25. Fiorentino di Tisili
26. Redento di Gisipa
27. Restituto di Cilibia
28. Rufino di Tacia Montana
29. Ottato di Tunnuna
30. Donato di Gergi